# Institut d'Estudis del Baix Cinca
L'Institut d'Estudis del Baix Cinca (IEBC) és un organisme creat el 1989, a partir de l'Institut d'Estudis de Fraga, amb seu a Fraga com a filial i depenent de l'Instituto de Estudios Altoaragoneses a la comarca del Baix Cinca.
El 26 de juliol de 1985 es va crear l'associació «Afraga-Institut d'Estudis Fragatins», de la qual va derivar el 23 de setembre de 1989 el Institut d'Estudis del Baix Cinca, com a organisme de l'Institut d'Estudis Altoaragonesos, encara que de funcionament autònom. Fins 2004 el seu president va ser Josep Galan i Castany; en 2011 la seva presidenta era Susanna Barquín.
Les finalitats de l'Institut són l'estudi, la promoció i la defensa del patrimoni cultural, històric i lingüístic de la comarca del Baix Cinca i sobretot de la seva llengua pròpia, un dialecte del català. Amb aquesta fi, l'Institut organitza cursos de català per a adults, mostres i exposicions, i realitza campanyes de normalització de l'ús de la llengua, col·laborant amb altres institucions similars de la Franja de Ponent, com Iniciativa Cultural de la Franja, i les altres àrees de llengua catalana. També ofereix un servei de traducció. Alhora reclama el reconeixement oficial del català com a llengua pròpia a una part d'Aragó a l'Estatut d'Autonomia d'Aragó i l'aprovació d'una Llei de Normalització Lingüistica.
També recolza els estudis de tota classe sobre la comarca, publica les col·leccions «La Sitja» y «Gallica Flavia», a més de l'anuari Anuari Cinga i col·labora en la publicació de la col·lecció «La Gabella», els «Quaderns de la Glera», «Quaderns de les Cadolles» i la revista Temps de Franja.
A més, l'IEBC entrega anualment el premi «Josep Galan» «a la normalització lingüística». També entrega les beques «Amanda Llebot», convocades anualment per promocionar l'estudi i la investigació sobre el Baix Cinca, en dues modalitats, general i per a escolars. També manté bones relacions amb altres institucions semblants d'arreu dels Països Catalans.